# ЛуАЗ-970
ЛуАЗ-970 ТПК-2  — трьохвісний автомобіль підвищеної прохідності із колісною формулою 6х6. Проєкт був розроблений у середині 1980х для збройних сил СРСР, як заміна ЛуАЗ-967 ТПК. На автомобілі вперше в серії «ЛуАЗ-ТПК» застосовується активна незалежна гідропневматична підвіска. У зв'язку із розпадом СРСР серійного випуску налагоджено не було.